# Ihren
Die Ortschaft Ihren liegt in der Gemeinde Westoverledingen und grenzt an die Gemeinde Rhauderfehn. Ihren besteht aus den Ortsteilen Hustede, Ihren, Ihrenerfeld und Patersweg. Alt Ihren ist der älteste Bereich des Ortsteils.

## Geschichte
Am 1. Januar 1973 wurde Ihren in die neue Gemeinde Westoverledingen eingegliedert.

## Politik
Ortsbürgermeister ist Heinz Wiemers.

## Religion

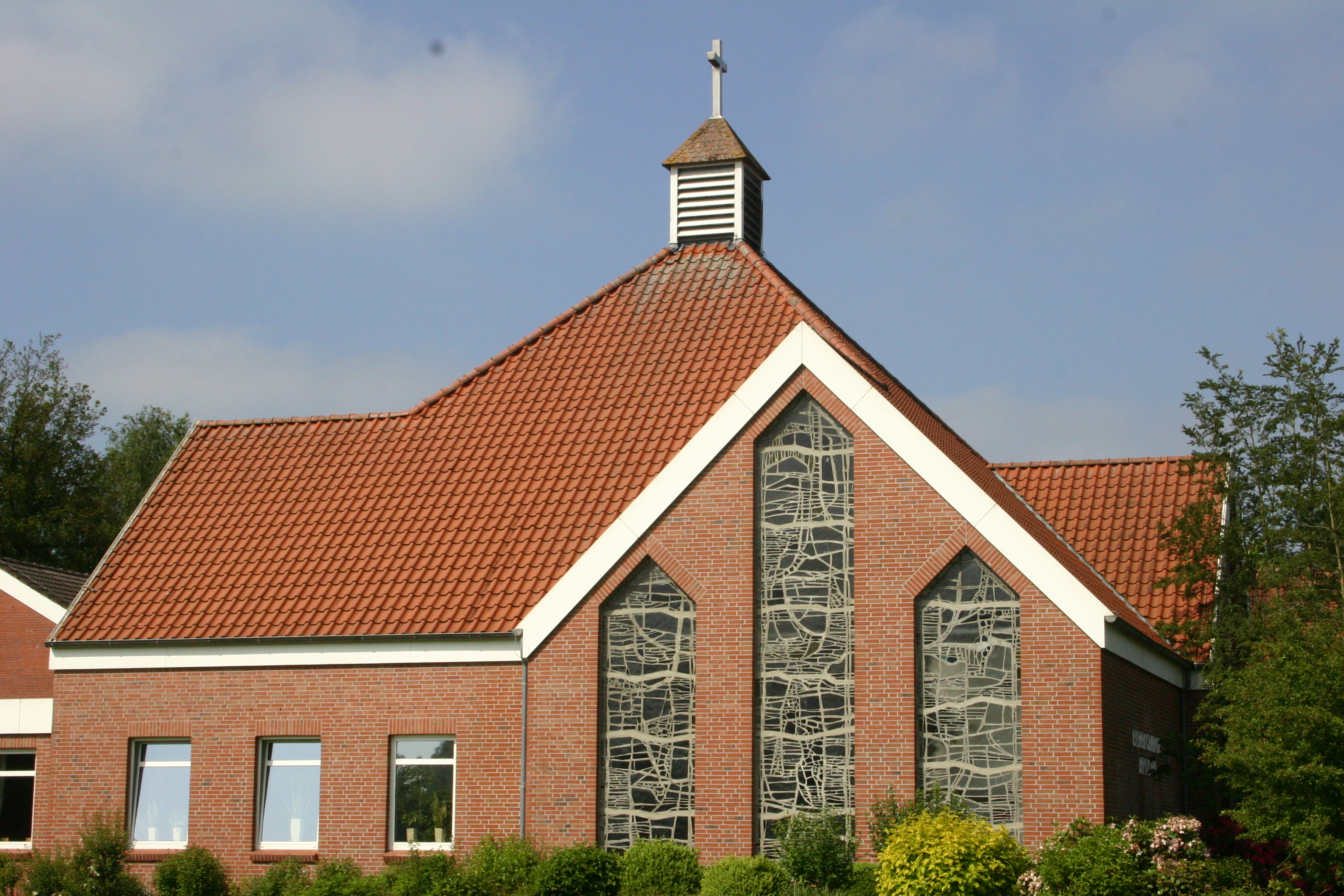
Baptistenkapelle Ihren

In der Ortschaft gibt es zwei Kirchen.
Die Evangelisch-Freikirchliche Baptistengemeinde Westoverledingen ist die Muttergemeinde aller ostfriesischen Baptistengemeinden. Sie wurde 1846 als Gemeinde getaufter Christen gegründet und war auch der Ausgangspunkt für die Entstehung der  niederländischen Baptistenbewegung. Zu ihren bedeutenden Predigern gehörten u. a. Johann Ludwig Hinrichs, Harm Willms, der Theologe im Bauernrock, und Johann Pieter de Neui. Ihr neues Gemeindezentrum umschließt das historische „Haus zum Gottesdienst“ von 1854. Zur Gemeinde gehörte bis 2016 auch ein kleines Gotteshaus an der Birkenstraße in Flachsmeer.
Die Kirche der Evangelisch-reformierten Kirchengemeinde Ihrenerfeld wurde im Jahre 1908 erbaut. An der Kirche angebaut ist ein Wohnhaus für den Pastor der Gemeinde. Unmittelbar daneben befindet sich das Gemeindehaus. Zur Kirchengemeinde gehört auch der Evangelisch-reformierte Kindergarten „Kinnerhuus“.

## Vereine
In Ihren gibt es ein reges Gemeinschaft- und Vereinsleben. Es gibt den Sportverein Fresena Ihren, die Freiwillige Feuerwehr Ihren, den Gesangsverein Eala Freya Fresena, die Interessengemeinschaft Wanderweg-Ihren und den Spölkring (hochdeutsch: „Spielkreis“) Ihren (plattdeutsches Theater).

## Persönlichkeiten
- Wiard Popkes (1936–2007), Theologe, wurde in Ihren geboren